# بوقای کبیر
ابوموسی معروف به بغاالکبیر، سردار دربار خلفای عباسی در سده‌های دوم و سوم؛ در زمان خلافت معتصم (۲۱۸–۲۲۷) در زمره حاجبان و سرداران او درآمد. در ۲۲۰، به فرمان معتصم، برای یاری افشین در جنگ با بابک، به آذربایجان روانه شد. رویارویی در محل قلعه بَذ روی داد و بغا شکست خورد